# 콜린 버지스
콜린 버지스(Colin Burgess, 1946년 11월 16일~2023년 12월 16일)는 오스트레일리아의 드러머로, 1973년에는 AC/DC의 결성에 참여했다. 그러나 버지스는 1974년 2월에 취한 채로 무대에 올랐기 때문에 해고되었다. 후임은 바로 찾지 못해 잠시 동안 몇 명의 드러머들이 교체하면서 구멍을 메우고 있었지만, 결국 필 러드가 구성원으로 고정되었다. 1975년 9월, 러드가 멜버른에서 싸움에 휘말려 손을 다친 때는 몇 주 동안 버지스가 러드 대역을 맡았다.